# Passalozetes hauseri
Passalozetes hauseri är en kvalsterart som beskrevs av Sandór Mahunka 1977. Passalozetes hauseri ingår i släktet Passalozetes och familjen Passalozetidae. Inga underarter finns listade i Catalogue of Life.